# Discografia di Devin Townsend
Questa voce contiene la discografia di Devin Townsend, cantautore e chitarrista canadese attivo dal 1993.
La discografia, che va dal 1995 fino al 2023 e suddivisa tra pubblicazioni da solista, con la Devin Townsend Band e il Devin Townsend Project, comprende oltre venti album in studio, nove album dal vivo, sette raccolte, un extended play e oltre dieci singoli.

## Album

### Album in studio
- 1997 – Ocean Machine: Biomech
- 1998 – Infinity
- 2000 – Physicist
- 2001 – Terria
- 2004 – Devlab
- 2006 – The Hummer
- 2007 – Ziltoid the Omniscient
- 2019 – Empath
- 2020 – Guitar Improvisation 1
- 2020 – Guitar Improvisation 2
- 2020 – Guitar Improvisation 3
- 2021 – The Puzzle
- 2021 – Snuggles
- 2022 – Dreampiece
- 2022 – Lightwork
- 2023 – Space Oyster (pubblicato come Dreampeace)
- 2023 – Pond Skimmer (pubblicato come Dreampeace)

### Album dal vivo
- 2000 – Official Bootleg
- 2011 – Unplugged
- 2013 – The Retinal Circus
- 2020 – Order of Magnitude - Empath Live Volume 1
- 2021 – Acoustically Inclined - Live in Leeds
- 2021 – Galactic Quarantine
- 2023 – Empath Live in America

### Raccolte
- 2000 – Ass-Sordid Demos 1990-1996
- 2004 – Ass-Sordid Demos II 1991-1992
- 2018 – Eras I
- 2018 – Eras II
- 2018 – Eras III
- 2019 – Eras IV

## Extended play
- 1998 – Infinity - Christeen (Plus Four Demos)

## Singoli
Come artista principale
- 1998 – Christeen
- 2019 – Genesis
- 2019 – Evermore
- 2020 – Castaway/Genesis (Live)
- 2020 – War (Live)
- 2020 – Why? (Live)
- 2020 – Hyperdrive! (Live)
- 2020 – Silent Night
- 2021 – Aftermath (Live)
- 2021 – Stormbending (Live)
- 2022 – Moonpeople
- 2022 – Call of the Void
- 2022 – Lightworker
- 2023 – Evermore (Live)
- 2023 – Forgive (Live)

Come artista ospite
- 2021 – Mask (Sepultura feat. Devin Townsend)
- 2022 – Private Party (Destrage feat. Devin Townsend)

## Videografia

### Video musicali
- 1996 – Life
- 1998 – Christeen
- 2019 – Genesis
- 2019 – Evermore
- 2019 – Spirits Will Collide
- 2019 – Why?
- 2022 – Moonpeople
- 2022 – Call of the Void
- 2022 – Lightworker
- 2022 – Heartbreaker

## The Devin Townsend Band

### Album in studio
- 2003 – Accelerated Evolution
- 2006 – Synchestra

### Video musicali
| Anno | Titolo  | Regista       |
| ---- | ------- | ------------- |
| 2003 | Storm   | Marcus Rogers |
| 2006 | Vampira | Marcus Rogers |

## Devin Townsend Project

### Album in studio
- 2009 – Ki
- 2009 – Addicted
- 2011 – Deconstruction
- 2011 – Ghost
- 2012 – Epicloud
- 2014 – Z²
- 2016 – Transcendence

### Album dal vivo
- 2012 – By a Thread: Live in London 2011
- 2015 – Ziltoid Live at the Royal Albert Hall
- 2018 – Ocean Machine - Live at the Ancient Roman Theatre Plovdiv

### Raccolte
- 2011 – Contain Us

### Singoli
- 2016 – Failure
- 2016 – Secret Sciences
- 2016 – Stormbending
- 2018 – Truth
- 2018 – Regulator

### Video musicali
| Anno | Titolo               | Regista           |
| ---- | -------------------- | ----------------- |
| 2009 | Coast                | Konrad Palkiewicz |
| 2009 | Bend It Like Bender! | Konrad Palkiewicz |
| 2010 | Supercrush!          | Konrad Palkiewicz |
| 2011 | Juular               | David Brodsky     |
| 2012 | Lucky Animals        | Devin Townsend    |
| 2016 | Stormbending         | /                 |

## Album prodotti e collaborazioni
| Anno                      | Album                                                                    | Artista                                    | Crediti                                                                                             |
| ------------------------- | ------------------------------------------------------------------------ | ------------------------------------------ | --------------------------------------------------------------------------------------------------- |
| 1993                      | Sex & Religion                                                           | Steve Vai                                  | Voci                                                                                                |
| 1994                      | IR8                                                                      | IR8                                        | Chitarre                                                                                            |
| 1994                      | Millennium                                                               | Front Line Assembly                        | Chitarre in Division of Mind, Vigilante e Sex Offender                                              |
| 1995                      | Hard Wired                                                               | Front Line Assembly                        | Chitarre in Circuitry, Modus Operandi, Transparent Species, Barcode e Condemned                     |
| 1995                      | EP Alien Love Secrets                                                    | Steve Vai                                  | Parlato nel finale di Juice                                                                         |
| 1996                      | Working Man – A Tribute to Rush                                          | AA.VV.                                     | Voci in Natural Science                                                                             |
| 1996                      | Convergence                                                              | James Murphy                               | Voci in The Last One, voci in The Last One e Since Forgotten                                        |
| 1996                      | Fire Garden                                                              | Steve Vai                                  | Voci in Whookam                                                                                     |
| 1996                      | Pigwalk                                                                  | Stuck Mojo                                 | Produzione, voci in Animal e Violate, chitarre in Inside My Head                                    |
| 1997                      | Urge                                                                     | The Wildhearts                             | Voci in Kill Me to Death                                                                            |
| 1997                      | Stillborn                                                                | Unit:187                                   | Chitarre e voci                                                                                     |
| 1997                      | Loaded                                                                   | Unit:187                                   | Produzione                                                                                          |
| 1997                      | GRRRR!!                                                                  | AA.VV.                                     | Produzione                                                                                          |
| 1997                      | Bound by Fire                                                            | Zimmers Hole                               | Produzione                                                                                          |
| 1997                      | A Tribute to Judas Priest Legends of Metal vol.1                         | AA.VV.                                     | Voci, chitarre, tastiere e produzione in Sinner                                                     |
| 1998                      | Anarchic Airwaves                                                        | The Wildhearts                             | Chitarre                                                                                            |
| 1998                      | Remix Dystemper                                                          | Skinny Puppy                               | Chitarre in Worlock (Rhys Fulber – Eye of the Beholder mix)                                         |
| 2001                      | Music for Them Asses                                                     | The Almighty Punchdrunk                    | Produzione, chitarre, synth                                                                         |
| 2001                      | Legion of Flames                                                         | Zimmers Hole                               | Produzione                                                                                          |
| 2001                      | Someone Please Kill Me                                                   | Frygirl                                    | Produzione                                                                                          |
| 2001                      | Violate This                                                             | Stuck Mojo                                 | Produzione, voci in Wrathchild e Shout at the Devil                                                 |
| 2001                      | Finger It Out                                                            | Just Cause                                 | Produzione                                                                                          |
| 2002                      | Evenlight                                                                | Evenlight                                  | Produzione, voci in Los Bad Guy 'Os e Pay, chitarre in Rat in a Maze e Tapper                       |
| 2002                      | The Lament Configuration                                                 | December                                   | Produzione                                                                                          |
| 2002                      | Symbol of Life                                                           | Paradise Lost                              | Voci in Two Worlds e Small Town Boy                                                                 |
| 2002                      | The De-Evolution of Yasmine Bleeth                                       | Sir Millard Mulch                          | Parlato in The Great Strength of Our Order                                                          |
| 2002                      | Natural Born Chaos                                                       | Soilwork                                   | Produzione, voci in Black Star Deceiver e Soilworker's Song of the Damned                           |
| 2002                      | A Tribute to the Beast Vol. 2                                            | AA.VV.                                     | Produzione, voci in Wrathchild                                                                      |
| 2003                      | As the Palaces Burn                                                      | Lamb of God                                | Produzione, chitarre in A Devil in God's Country                                                    |
| 2004                      | The Human Equation                                                       | Ayreon                                     | Testi e voci in Day Three: Pain, Day Eight: School e Day Sixteen: Loser                             |
| 2004                      | Heavilution                                                              | The Heavils                                | Produzione                                                                                          |
| 2004                      | Ten Ways from Sunday                                                     | Ten Ways from Sunday                       | Produzione                                                                                          |
| 2004                      | Of Malice and the Magnum Heart                                           | Misery Signals                             | Produzione, voci in A Victim, a Target                                                              |
| 2005                      | How to Sell the Whole F#@!ing Universe to Everybody... Once and for All! | Sir Millard Mulch                          | Parlato in The Great Strength of Our Professional Affiliations/How to Spend Music Industry Currency |
| 2005                      | Undoing Ruin                                                             | Darkest Hour                               | Produzione                                                                                          |
| 2006                      | Beyond Hell                                                              | GWAR                                       | Produzione, voci in Tormentor                                                                       |
| 2007                      | Deliver Us                                                               | Darkest Hour                               | Produzione, chitarre in Full Imperial Collapse                                                      |
| 2007                      | If You Don't Have Anything Nice to Say, Start a Band                     | Removal                                    | Voci in Layers of the Union                                                                         |
| 2007                      | Iron Gag                                                                 | A Life Once Lost                           | Assolo di chitarre in Detest                                                                        |
| 2007                      | Sworn to a Great Divide                                                  | Soilwork                                   | Produzione delle voci                                                                               |
| 2007                      | Summon in Thunder                                                        | Himsa                                      | Produzione delle voci                                                                               |
| 2008                      | When You Were Shouting at the Devil... We Were in League with Satan      | Zimmers Hole                               | Produzione                                                                                          |
| 2008                      | Controller                                                               | Misery Signals                             | Produzione                                                                                          |
| 2008                      | Declaration                                                              | Bleeding Through                           | Produzione                                                                                          |
| 2008                      | Dichotomy                                                                | Becoming the Archetype                     | Produzione                                                                                          |
| 2008                      | Terror Syndrome                                                          | Terror Syndrome                            | Mixaggio, chitarre in Spinning Backwards                                                            |
| 2009                      |                                                                          |                                            | |
| Monolith                  | Sights & Sounds                                                          | Produzione                                 | |
| The Internal Dialogue     | Contrive                                                                 | Mixaggio                                   | |
| Bury Me Alive             | Inhale Exhale                                                            | Mixaggio                                   | |
| In Your Room              | Agua de Annique                                                          | Composizione di Just Fine                  | |
| Guitars That Ate My Brain | AA.VV.                                                                   | Composizione e registrazione di Nerd Alert | |
| 2010                      | Ich tu dir weh                                                           | Rammstein                                  | Remixaggio di Rammlied                                                                              |
| 2011                      | EP Sea Shepherd                                                          | Gojira                                     | Voci in Of Blood and Salt                                                                           |
| 2011                      | Noistalgia                                                               | Bent Sea                                   | Produzione, basso                                                                                   |
| 2011                      | SIN-atra                                                                 | AA.VV.                                     | Voci in New York, New York                                                                          |
| 2012                      | Eremita                                                                  | Ihsahn                                     | Voci in Introspection                                                                               |
| 2013                      | We Are (singolo)                                                         | Revolution Harmony                         | Assolo di chitarra                                                                                  |
| 2013                      | Wild Card                                                                | ReVamp                                     | Voci in The Anatomy of a Nervous Breakdown: Neurasthenia                                            |
| 2014                      | Batterie Deluxe                                                          | Morgan Ågren                               | Voci, basso, chitarra, tastiere, musica in F Files                                                  |
| 2014                      | As the World Burns                                                       | Pitch Black Forecast                       | Chitarra in Open Letter To God                                                                      |
| 2015                      | Viscera                                                                  | Haunted Shores                             | Voci in Feed The Wolf/Norway Jose                                                                   |
| 2017                      | Velcro Kid                                                               | Thomas Giles                               | Voce in Gazer                                                                                       |
| 2017                      | Outsider                                                                 | Comeback Kid                               | Voci in Absolute                                                                                    |